# 더 야드
《더 야드》(영어: The Yards)는 2000년에 공개된 미국의 범죄 영화이다.

## 출연
- 마크 윌버그
- 호아킨 피닉스
- 샬리즈 세런
- 제임스 칸
- 엘런 버스틴
- 페이 더너웨이
- 스티브 로런스
- 토니 무산테이
- 빅터 아고
- 토마스 밀리안
- 빅터 아널드
- 도미닉 롬바도지
- 데이비드 제이어스

## 우리말 녹음
SBS 성우진 (2004년 3월 19일)
- 김민석 - 리오(마크 윌버그)
- 김일 - 윌리(호아킨 피닉스)
- 김서영 - 에리카(샬리즈 세런)
- 송두석 - 프랭크(제임스 칸)
- 최옥희 - 키티(페이 더너웨이)
- 이근욱
- 이영주
- 이종오
- 장승길
- 정옥주
- 김소형
- 안장혁
- 김승태
- 변현우